# Anthony Kent
Anthony Kent (Columbus, 27 luglio 1983) è un cestista statunitense, professionista nella NBDL, in Europa e in Asia.